# Vayres (Haute-Vienne)
Vayres é uma comuna francesa na região administrativa da Nova Aquitânia, no departamento de Alto Vienne. Estende-se por uma área de 38,13 km². Em 2010 a comuna tinha 754 habitantes (densidade: 19,8 hab./km²).